# Rogatka Prądnicka w Krakowie
Rogatka Prądnicka (również jak inne rogatki Krakowa zwana urzędem liniowym podatku spożywczego) – dawna rogatka w Krakowie, przy ulicy Prądnickiej 34, wzniesiona w stylu modernistycznym.

## Historia
Budynek został wybudowany w latach 1910–1911, według projektu wykonanego przez Zygmunta Ostafina, w stylu modernistycznym, w związku z rozporządzeniem Krajowej Dyrekcji Skarbu we Lwowie z dnia 1 stycznia 1911, na mocy której została przesunięta linia akcyzową, tak aby obejmowała nowe dzielnice. Wówczas w mieście powstało 17 nowych rogatek miejskich razem z rogatką Prądnicką. 
Pomimo zniesienia w 1921 roku przepisów podatkowych wywodzących się jeszcze z czasów austriackich, linię akcyzową wraz z tzw. „urzędami liniowymi” utrzymano, by władze Krakowa nadal mogły pobierać podatek spożywczy. 
Dopiero po wejściu w życie ustawy o jednolitym systemie finansowym w Polsce, Rada Miasta zniosła linię akcyzową w listopadzie 1923 roku, a tym samym rogatka Prądnicka, jak i inne rogatki miejskie, przestała działać.
10 kwietnia 2013 rogatka została wpisana do rejestru zabytków. Znajduje się także w gminnej ewidencji zabytków.